# 普拉特恩城堡

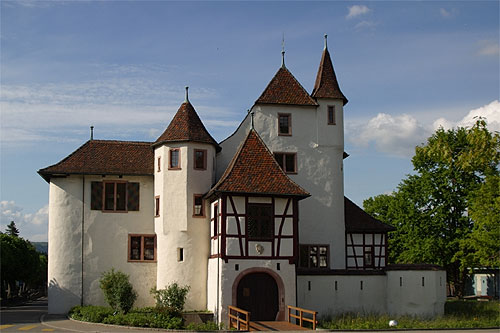
普拉特恩城堡

普拉特恩城堡（德語：Schloss Pratteln）是位于瑞士巴塞尔乡村州普拉特恩镇的一座中世纪城堡。
普拉特恩城堡始建于1275年，和该镇的另一座城堡——马德伦堡（Burg Madlen）一样，都是由埃普廷根（Eptingen）的领主创建的。1356年，城堡在巴塞尔地震中损毁。后又重建。1910年起，城堡成为市镇财产。1963年，镇议会决定拨款重修。现在，城堡已列入瑞士国家重要文化财产名录，可对外租用场地或通过预约参观。